# Havránka a Salabka
Havránka a Salabka este o arie protejată (arie specială de conservare — SAC, sit de importanță comunitară — SCI) din Republica Cehă întinsă pe o suprafață de 2,73 ha, integral pe uscat.

## Localizare
Centrul sitului Havránka a Salabka este situat la coordonatele 50°07′10″N 14°25′17″E / 50.119444°N 14.421389°E.

## Înființare
Situl Havránka a Salabka a fost declarat sit de importanță comunitară în noiembrie 2009 pentru a proteja un număr necunoscut de specii din flora spontană și fauna sălbatică aflate în arealul zonei. Situl a fost protejat și ca arie specială de conservare în iulie 2012.

## Biodiversitate
Situată în ecoregiunea continentală, aria protejată conține 1 habitat natural: Pajiști uscate europene.
La baza desemnării sitului se află un număr nedeclarat de specii protejate.